# Pucang Rejo
Pucang Rejo is een bestuurslaag in het regentschap Kendal van de provincie Midden-Java, Indonesië. Pucang Rejo telt 2284 inwoners (volkstelling 2010).